# Villeta
Villeta – miasto w Kolumbii, w departamencie Cundinamarca.